# گوترزلوه
شهر گوترزلوهدر ایالت نوردراین-وستفالن در کشور آلمان واقع شده‌است.